# Vuk Grgurević
Vuk Grgurević (in cirillico serbo Вук Гргуревић), noto anche come Despota Vuk Branković (Деспот Вук Бранковић) e Zmaj Ognjeni Vuk (Змај Огњени Вук), (1439 – 1485) è stato un sovrano serbo, despota dal 1471 al 1485.

## Biografia
Figlio di Grgur Branković e nipote del despota Đurađ Branković e di Eirene Kantakouzene. Sua madre potrebbe essere una donna chiamata Jelisaveta, moglie o amante di Grgur. Inizialmente, Vuk Grgurević era schierato con gli Ottomani, ma nel 1465, entrò a servizio degli ungheresi e divenne comandante delle unità militari serbe della Sirmia.
Grazie al suo coraggio, Vuk Grgurević acquisì una notevole reputazione, e si guadagnò il soprannome "Zmaj Ognjeni", che si può tradurre in italiano come "Drago impetuoso". Egli divenne inoltre un eroe in molte canzoni nazionali serbe.
Vuk combatté con gli ungheresi contro cechi, polacchi, austriaci e turchi. Nel 1471 ottenne il titolo di despota di Serbia, e con esso anche vasti possedimenti nel territorio dell'attuale Voivodina, che in precedenza appartennero al despota Đurađ Branković. Tra i suoi possedimenti vi erano Kupinik (l'odierna Kupinovo), Slankamen, Berkasovo, Bečkerek (l'odierna Zrenjanin) e Irig.
Vuk era sposato con Barbara Frangipani. Le sue incursioni militare più famose furono quelle del 1476, quando prese Srebrenica, e combatté nei pressi di Šabac e Smederevo, e del 1480, quando attaccò Sarajevo.
Nel 1479, assieme a Demeter Jakšić, guidò gli squadroni di cavalleria leggera serba nella Battaglia di Kenyérmezei, nei pressi di Șibot. Nel momento decisivo della battaglia, le cavallerie ungherese e serba caricarono il centro della formazione turca spezzandone i ranghi e decidendo così l'esito della battaglia.
Nel 1481, Grgurević combatté contro i turchi in Serbia, e portò da essa (l'area attorno a Kruševac) circa 50.000 persone che vennero insediate nel Banato, principalmente nell'area attorno a Timișoara. Vuk Grgurević morì nel 1485.

## Ascendenza
|                                     |   |                               | Genitori                                |  |  | Nonni |  |  | Bisnonni      |  |  | Trisnonni         |  |
|                                     |   |                               |                                         |  |  |       |  |  | Vuk Branković |  |  | Branko Mladenović |  |
|                                     |   |                               |                                         |  |  |       |  |  | Vuk Branković |  |  | Branko Mladenović |  |
|                                     |   | …                             |                                         |  |  |       |  |  | Vuk Branković |  |  |                   |  |
| Đurađ Branković, despota di Serbia  |   |                               |                                         |  |  |       |  |  | Vuk Branković |  |  |                   |  |
|                                     |   | Mara Lazarević                | Lazar Hrebeljanović, principe di Serbia |  |  |       |  |  |               |  |  |                   |  |
|                                     |   | Mara Lazarević                | Lazar Hrebeljanović, principe di Serbia |  |  |       |  |  |               |  |  |                   |  |
|                                     |   | Mara Lazarević                | Milica Nemanjić                         |  |  |       |  |  |               |  |  |                   |  |
| Grgur Branković, principe di Serbia |   | Mara Lazarević                |                                         |  |  |       |  |  |               |  |  |                   |  |
|                                     |   | Teodoro Paleologo Cantacuzeno | Matteo Cantacuzeno, despota di Morea    |  |  |       |  |  |               |  |  |                   |  |
|                                     |   | Teodoro Paleologo Cantacuzeno | Matteo Cantacuzeno, despota di Morea    |  |  |       |  |  |               |  |  |                   |  |
|                                     |   | Teodoro Paleologo Cantacuzeno | Irene Paleologa                         |  |  |       |  |  |               |  |  |                   |  |
| Irene Cantacuzena                   |   | Teodoro Paleologo Cantacuzeno |                                         |  |  |       |  |  |               |  |  |                   |  |
|                                     |   | Elena Ouresina Doucaina       | Giovanni Uroš, despota di Tessaglia     |  |  |       |  |  |               |  |  |                   |  |
|                                     |   | Elena Ouresina Doucaina       | Giovanni Uroš, despota di Tessaglia     |  |  |       |  |  |               |  |  |                   |  |
|                                     |   | Elena Ouresina Doucaina       | N. Radoslava                            |  |  |       |  |  |               |  |  |                   |  |
| Vuk Grgurević                       |   | Elena Ouresina Doucaina       |                                         |  |  |       |  |  |               |  |  |                   |  |
|                                     | … | …                             |                                         |  |  |       |  |  |               |  |  |                   |  |
|                                     | … | …                             |                                         |  |  |       |  |  |               |  |  |                   |  |
|                                     | … | …                             |                                         |  |  |       |  |  |               |  |  |                   |  |
| …                                   | … |                               |                                         |  |  |       |  |  |               |  |  |                   |  |
|                                     |   | …                             | …                                       |  |  |       |  |  |               |  |  |                   |  |
|                                     |   | …                             | …                                       |  |  |       |  |  |               |  |  |                   |  |
|                                     |   | …                             | …                                       |  |  |       |  |  |               |  |  |                   |  |
| Jelisaveta                          |   | …                             |                                         |  |  |       |  |  |               |  |  |                   |  |
|                                     |   | …                             | …                                       |  |  |       |  |  |               |  |  |                   |  |
|                                     |   | …                             | …                                       |  |  |       |  |  |               |  |  |                   |  |
|                                     |   | …                             | …                                       |  |  |       |  |  |               |  |  |                   |  |
| …                                   |   | …                             |                                         |  |  |       |  |  |               |  |  |                   |  |
|                                     |   | …                             | …                                       |  |  |       |  |  |               |  |  |                   |  |
|                                     |   | …                             | …                                       |  |  |       |  |  |               |  |  |                   |  |
|                                     |   | …                             | …                                       |  |  |       |  |  |               |  |  |                   |  |
|                                     |   | …                             |                                         |  |  |       |  |  |               |  |  |                   |  |